# Maria Cardona i Codina
Maria Cardona i Codina (Calella, Maresme, 23 d'abril de 1922 - Calella, Maresme, 8 d'octubre de 1972) va ser poetessa i professora de català. Va escriure nombrosos poemes, narracions i textos literaris en català, principalment en la revista parroquial 'Estela'. Moltes de les seves obres es caracteritzaven per la seva profunda religiositat, el seu compromís amb la Pau, l'amor a la Pàtria i l'estima vers la seva ciutat natal, Calella. També va publicar algunes de les seves obres en la revista Serra d'Or, entre d'altres. Les seves inspiracions poètiques van ser guardonades en diversos Jocs Florals i certàmens literaris de Catalunya i el Rosselló.
Maria Cardona no va arribar a publicar cap llibre en vida, ja que els tres primers van ser editats pòstumament: 'Una veu calellenca' (1975), 'Recull de poemes' (1982) i 'Maria Cardona i Codina. Obra poètica (1991)'. La seva ciutat, a partir d'una iniciativa del Grup Pa, Vi i Moltó, li va dedicar l'any 1975 un monòlit al Parc Dalmau, espai calellenc que va inspirar alguns dels seus poemes. Des del 1989, els Jocs Florals de Calella inclouen anualment un premi commemoratiu amb el seu nom i alguns dels seus poemes han estat musicats per diversos compositors.
L'any 2022, els Amics de la Poesia de Calella, conjuntament amb el consistori calellenc, van organitzar l'Any Maria Cardona amb motiu del centenari del seu naixement i el cinquantenari de la seva mort. Aquesta commemoració va comptar amb dues exposicions, la celebració de diversos recitals poètics i musicals, finalitzant a principis del 2023 amb la publicació del seu quart llibre a títol pòstum: 'Pluja fina del Raval'.